# Brönstjärnen (Burträsks socken, Västerbotten)
Brönstjärnen är en sjö i Skellefteå kommun i Västerbotten och ingår i Skellefteälvens huvudavrinningsområde. Sjön har en area på 0,116 kvadratkilometer och ligger 108,3 meter över havet.

## Delavrinningsområde
Brönstjärnen ingår i det delavrinningsområde (718215-172519) som SMHI kallar för Utloppet av Brönstjärnen. Medelhöjden är 141 meter över havet och ytan är 3,85 kvadratkilometer. Det finns inga avrinningsområden uppströms utan avrinningsområdet är högsta punkten. Vattendraget som avvattnar avrinningsområdet har biflödesordning 3, vilket innebär att vattnet flödar genom totalt 3 vattendrag innan det når havet efter 39 kilometer. Avrinningsområdet består mestadels av skog (54 procent), öppen mark (13 procent) och jordbruk (25 procent). Avrinningsområdet har 0,11 kvadratkilometer vattenytor vilket ger det en sjöprocent på 2,7 procent.